# Edinburgh Challenger 2001
L'Edinburgh Challenger 2001 è stato un torneo di tennis facente parte della categoria ATP Challenger Series nell'ambito dell'ATP Challenger Series 2001. Il torneo si è giocato ad Edimburgo in Gran Bretagna dal 14 al 23 maggio 2001 su campi in terra verde.

## Vincitori

### Singolare
Kristian Pless ha battuto in finale  Gorka Fraile con il punteggio di 6–3, 6–3

### Doppio
Filippo Messori /  Salvador Navarro hanno battuto in finale  Justin Bower /  Damien Roberts 6–2, 7–6(4)